# Ameromyia longiventris
Ameromyia longiventris är en insektsart som först beskrevs av Navás 1917.  Ameromyia longiventris ingår i släktet Ameromyia och familjen myrlejonsländor. Inga underarter finns listade i Catalogue of Life.